# Arctosa lacupemba
Arctosa lacupemba är en spindelart som först beskrevs av Roewer 1960.  Arctosa lacupemba ingår i släktet Arctosa och familjen vargspindlar.
Artens utbredningsområde är Kongo. Inga underarter finns listade i Catalogue of Life.